# خالد سيف الله الرحماني
خالد سيف الله رحماني عالم مسلم هندي ومؤلف وفقيه، ورئيس هيئة قانون الأحوال الشخصية المسلمة لعموم الهند. وهو الأمين العام لمجمع الفقه الإسلامي بالهند.
ولد في الهند عام 1956، باحث إسلامي بارز في الفقه الإسلامي ويمتلك فهما عميقا للقران والسنة والشريعة والميادين المعرفية ويقود المجتمع المسلم بالنسبة إلى عدة قضايا حديثة. لقد ورث تراثا من التقاليد العلمية الغنية من أسرته من الباحثين ذوي السمعة المعروفة وخاصة أبيه مولانا زين العابدين وجده مولانا عبد الأحد جلافي وعمه العالم الكبير المعروف القاضي مجاهد الإسلام القاسمي. ويوجه المجتمع حول المواضيع ذات الصلة، فقد ألف أكثر من 50 موضوع في مدى واسع من المواضيع وكان رائد في أكثر من 15 مؤسسة للتعليم والبحوث والفقه الإسلامي في الهند. هذا العالم المتميز معروف بإدخاله التخصص والتخصص الفائق في التعليم الإسلامي كما حاول ان يبدأ ميادين جديدة في تعليم المدارس بإضافة مواضيع عملية مثل الدعوة (dawah) ووسائط الأعلام في مناهجها. شخصيته معروفة ومحترمة في الكثير من فئات وطوائف المجتمع المسلم في الهند وقد أشيد به في وسائط الأعلام لنظرته الواسعة والقوية ومنهجه الديناميكي وقدرته على توفير حلول لمشاكل حديثة وهو يمثل الإسلام المعتدل في عين الجمهور.

## سيرة شخصية
ولد خالد سيف الله رحماني في تشرين الثاني (نوفمبر) 1956. تلقى تعليمه الابتدائي في المنزل ودرس في مدرسة قاسم العلوم الحسينية لمدة عامين. تخرج من الجامعة رحماني في مونجر، ثم التحق بـ دار العلوم ديوبند حيث أكمل دورة الحديث (حسب درس نظامي ) مرة أخرى، وتخرج فيها عام 1395ھ .  تخصص لاحقًا في الشريعة الإسلامية والفقه في الإمارة الشريعة باتنا، ومن بين أساتذته أنضر شاه الكشميري ومحمود حسن جانجوهي ومحمد سالم القاسمي كما استفاد خالد سيف الله الرحماني من عمه الفقيه المعروف القاضي مجاهد الإسلام القاسمي.
في عام 1398 هـ ، بدأ الرحماني التدريس في دار العلوم سبيل السلام حيدرآباد ، حيث تم تعيينه مديرًا عام 1399 هـ. قام بالتدريس هناك لمدة 22 عامًا واستمر في تأسيس المعهد العالي الإسلامي في حيدر آباد .  كما ساعد في تأسيس مختلف المؤسسات التعليمية الأخرى مثل سبيل الفلاح ومدرسة الفالحات في داربانجا . مدرسة نور العلوم في ولاية أندرا براديش ومدرسة تعليم القرآن للبنات في ولاية كارناتاكا. 
والشيخ خالد سيف الله الرحماني كان عضواً في المجلس القانوني لهيئة قانون الأحوال الشخصية المسلمة لعموم الهند ثم تم انتخابه كأمين عام للهيئة في 2021 بعد وفاة السيد محمد ولي الرحماني، وكذلك هو عضو في مجمع الفقه الإسلامي الدولي. ، وعضو في مجلس الإدارة لدار العلوم ندوة العلماء، وكاتب عمود خاص باسم «شمع فروزاں» في طبعة الجمعة من صحيفة يومية منصف الصادرة من حيدرآباد ، ومحرر مجلة فصلية بحث ونظر، وهي مجلة علمية فقهية إسلامية كان مجاهد الإسلام قاسمي قد بدأها. 

## مؤلفات
له مؤلفات معروفة ومطبوعة في المواضيع والفنون المختلفة مثل التفسير والحديث والفقه الإسلامي في لغات عديدة العربية والأردية والإنجليزية، عددها يزيد على المائة، ومعظم مؤلفاته في الفقه الإسلامي وتاريخه والأحكام والأصول والنوازل الفقهية المعاصرة، وعدة مؤلفاته حسب ما يلي:
- تحقیق وتعلیق: مختارات النوازل للمرغیناني

- نوازل فقهية معاصرۃ (مجلدان)
- فقه الحلال والحرام
- فقه الدعوۃ
- قضایا فقهية في الأقلیات المسلمة
- المعاملات المالیة الحدیثة في ضوء الفقه الإسلامي
- محاضرات أصول الفقه
- أصول التفسیر المیسرۃ
- أصول الحدیث المیسرۃ
- أصول الفقه المیسرۃ
- النبي الخاتم ومننه علی الإنسانیة
- أضواء علی بعض المواضیع العلمیة والفکریة الھامة
- الدعوة إلى الله وواجب الأمة المسلمة نحوها
- الإمام محمد قاسم النانوتوي